# Tudor Mendel-Idowu
Tudor Olorunninbe Mendel-Idowu (Berkshire, 15 januari 2005) is een Engels voetballer die als middenvelder is opgeleid. In juli 2023 stapte hij over van de jeugd van Chelsea FC naar RSC Anderlecht. Na een seizoen voor de Futures te spelen, maakte hij de definitieve overstap naar het Engelse Ipswich Town.

## Biografie
Mendel-Idowu's werd beschouwd als een academisch wonderkind en nam talloze keren deel aan nationale en internationale wedstrijden. Zo eindigde hij als tweede bij de 2014-editie van Child Genius, een Engels talentprogramma voor de slimste kinderen van het land. Op dertienjarige leeftijd werd hij geselecteerd voor het King's Scholar-programma aan Eton College.
In 2012 kwam hij bij de jeugdacademie van Chelsea terecht en begon op het niveau onder-8. In juli 2021 tekende hij zijn eerste profcontract bij de club.
In juli 2023 tekende hij een contract voor drie jaar met een optie op een extra jaar bij RSC Anderlecht.
Op 3 september 2024 bevestigde Anderlecht dat Tudor Mendel de club had verlaten, zonder ooit een match te spelen voor de eerste ploeg. Hij sloot zich op permanente basis aan bij nieuwe promovendus in de Premier League, Ipswich Town. Daar kwam hij bij de reserves (u21) terecht.

## Privé
Mendel-Idowu zijn grootvader van moederskant is John Adeleye-Abai, een voormalig rechtsbuiten voor het Nigeriaanse voetbalelftal. Zijn andere grootvader van vaderskant, Dr. Fola Kayode Mendel-Idowu, was een begaafde academicus, hij specialiseerde zich in bio-aeronautica.